# Mana
Il mana o manas è un termine d'origine melanesiana diffuso in molte lingue austronesiane (melanesiana e polinesiana) che generalmente significa «forza sovrannaturale», «potere spirituale», «efficacia simbolica», e può essere tradotto con «forza vitale».

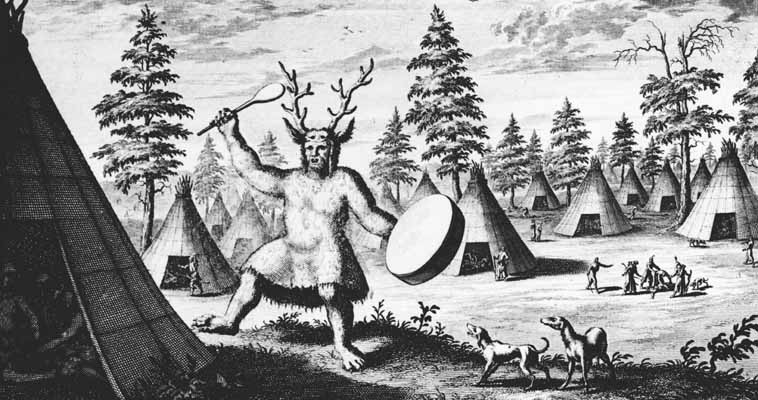
Rituale evocativo di uno «sciamano renna» delle regioni siberiane (illustrazione del cartografo olandese Nicolaes Witsen, 1692)

Poteva essere accumulato in combattimento, con l'arte della retorica, o mangiando un nemico. I grandi capi tribù cercavano e possedevano grandi quantità di mana. Si tratta anche di un termine hawaiano che significa «forza che viene da dentro».

## Storia
Il termine si diffuse in occidente con il testo The Melanesians (1891) del missionario ed etnologo inglese R.H. Codrington. La difficoltà nell'attribuzione di un significato unico lo rende un significante flottante. Il suo utilizzo da parte degli antropologi, inoltre, lo fece diventare adatto a interpretare concezioni animistiche ad esso affini, anche avulse dal contesto melanesiano da cui era stato tratto.
(Raymond Firth, The Analysis of Mana: an Empirical Approach, pag. 487, Bobbs-Merrill, 1940)
Fra i primi a studiare il concetto di manas fu l'antropologo inglese Alfred Reginald Radcliffe-Brown nell'ambito delle sue teorie funzionaliste sul totemismo. 
In generale, il mana è uno dei fondamenti del pensiero magico, all'interno del quale è da considerarsi una forza impersonale, non individualizzata, che impregna ogni aspetto della realtà, essendo insita:
- nell'atto rituale magico vero e proprio;
- nel soggetto che lo compie, impersonato dallo sciamano;
- nel contesto sociale di quanti vi assistono;
- nell'ambiente naturale in cui viene svolto il rito.

La ricerca e la manipolazione del mana rendeva possibile ad esempio comunicare con i defunti o con entità soprannaturali, acquisire potere o prestigio, dominare le forze della natura, o anche difendersi dal mana negativo derivante da incantesimi dei propri nemici o da infrazioni di divieti morali.
Lo storico delle religioni e scrittore Mircea Eliade chiarisce che il mana (o il suo equivalente nelle altre culture primitive, sia antiche sia coeve all'uomo contemporaneo) è da ricercarsi nella stessa presenza corporea delle cose. In quanto un essere animato (sia visibile o invisibile), oppure inanimato, esiste, per l'uomo arcaico esso è dotato di una sua forza vitale latente; l'evocazione della forza latente delle cose da parte del sacerdote è l'essenza stessa delle pratiche sciamaniche proprie delle religioni arcaiche.
In altri contesti lo stesso concetto è esprimibile con altri termini, ad esempio nel lessico indiano è accostabile all'elemento vitale del prana,  anziché al termine somigliante manas.

## Usi moderni del termine
In molti giochi di ruolo, giochi da tavolo e videogiochi, soprattutto di ambientazione fantasy, il "mana" è l'energia che viene accumulata dall'ambiente esterno (aria, piante, animali) e incanalata negli incantesimi da personaggi come maghi e stregoni.
Molto riconducibile alla vita moderna è il significato che vi dà ad esempio Stephen King nella sua prima opera Carrie. Egli infatti racconta come al personaggio di Billy Nolan venisse "donato il mana" quando guidava la macchina di notte a caccia di cani randagi: tralasciando il cruento che condisce l'horror, questa definizione è molto appropriata in quanto descrive l'impiego dell'energia (umana) che si manifesta nel fare muovere l'auto.